# Beta funkce

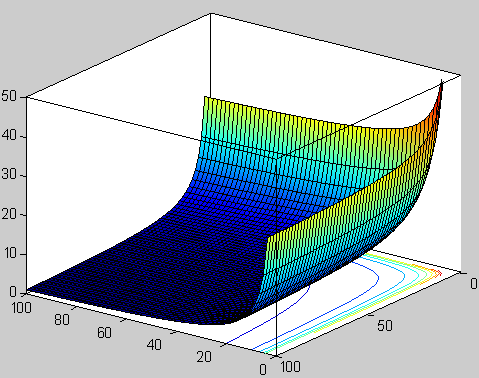
Graf beta funkce

Beta funkce (také označovaná jako Eulerův integrál prvního druhu) je definována vztahem
{\displaystyle \mathrm {B} (p,q)=\int _{0}^{1}x^{p-1}{(1-x)}^{q-1}\mathrm {d} x=\int _{0}^{\infty }{\frac {x^{p-1}}{{(1+x)}^{p+q}}}\mathrm {d} x}
pro {\displaystyle p>0,q>0}.

Funkci {\displaystyle \mathrm {B} } lze definovat také pomocí gama funkce jako
{\displaystyle \mathrm {B} (p,q)={\frac {\Gamma (p)\Gamma (q)}{\Gamma (p+q)}}}

## Vlastnosti
Z definice plyne symetrie vůči záměně p a q, tzn.
{\displaystyle \mathrm {B} (p,q)=\mathrm {B} (q,p)}